# Jan Wuite
Jan Wuite Jzn. (Tjalleberd, 8 maart 1877 - Den Haag, 26 oktober 1946) was een Nederlandse landbouwer en politicus.

## Leven en werk
Wuite was een zoon van Jan Jans Wuite en Esther Geerts Pijlman. Wuite werkte na de mulo aanvankelijk in de veenderij van zijn familie in Vroomshoop, maar voelde zich meer aangetrokken tot de landbouw. Hij studeerde aan de Landbouwschool in Groningen. Hij begon vervolgens een eigen landbouwbedrijf en was daarnaast maatschappelijk actief. Hij was voorzitter van de Friese Maatschappij van Landbouw (1919-1930). In 1927, bij het 75-jarig bestaan van de Maatschappij, werd hij benoemd tot Officier in de Orde van Oranje-Nassau. Hij was daarnaast onder andere secretaris van de Friese Vereniging voor Vreemdelingenverkeer.
Wuite was ook politiek actief. Hij was voorzitter van de afdeling Huizum van de Vrijzinnig-Democratische Bond. In 1912 werd hij lid van Provinciale Staten en in 1927 lid van Gedeputeerde Staten van Friesland. In 1930 volgde zijn benoeming tot burgemeester van Smallingerland. Om gezondheidsredenen vroeg hij per 30 april 1941 ontslag aan. Het jaar erop werd in Drachten een weg naar hem vernoemd.
Wuite overleed in 1946, op 69-jarige leeftijd, in Den Haag en werd begraven in zijn geboorteplaats Tjalleberd.
- International Standard Name Identifier: 0000 0003 8780 1144
- Nederlandse Thesaurus van Auteursnamen: 315095040
- Virtual International Authority File: 280835103
- WorldCat: E39PBJghkjWHrHw8k3hQ4vbcfq